# Robert Whittaker
Robert Whittaker Harding (Wichita, 27 de desembre de 1920 - Ithaca, 20 d'octubre de 1980) fou un ecòleg botànic estatunidenc especialment prolífic entre les dècades de 1950 i 1970.

## Biografia
Va néixer a Wichita (Kansas) i va estudiar a la Universitat Washburn (Topeka, Kansas) i, després del seu servei militar, a la Universitat d'Illinois.
Whittaker va ser un dels principals impulsors i desenvolupadors de l'anàlisi de gradients per abordar les qüestions d'ecologia vegetal i va aportar moltes evidències empíriques en contra d'algunes idees propugnades per Frederic Clements amb relació a les comunitats vegetals.
També va proposar una classificació dels organismes en cinc regnes (moneres, protists, fongs, plantes i animals) en comptes dels dos considerats fins llavors (plantes i animals) i fou un dels creadors de la teoria del contínuum com a model d'estudi de la vegetació.
Va ser elegit per l'Acadèmia Nacional de Ciències el 1974, va col·laborar amb molts altres ecòlegs i va ser particularment actiu en col·laboracions internacionals.

## Llista dels seus treballs més destacats
- A Consideration of Climax Theory: The Climax as a Population and Pattern (1953).
- Vegetation of the Great Smoky Mountains (1956) -on s'exposà per primera vegada la teoria del continuum-.
- On the Broad Classification of Organisms (1959).
- Communities and Ecosystems, Macmillan, 1975. ISBN 0-02-427390-2.
- Classification of Plant Communities, 1978 (Handbook of Vegetation Science), Kluwer Academic Publishers, ISBN 90-6193-566-0.[1]

Va tenir dues dones amb les quals va tenir 12 fills